# Корумду (Иссык-Кульский район)
Корумду (кирг. Корумду) — село в Иссык-Кульском районе Иссык-Кульской области Кыргызстана. Административный центр Кум-Бельского аильного округа. Код СОАТЕ — 41702 215 820 01 0.

## Население
По данным переписи 2022 года, в селе проживало 2 165 человек.

## Известные жители
- Абдраев, Карике Абдраевич (1932—2009) — председатель Иссык-Кульского облисполкома (1970—1980), 1-й секретарь Таласского обкома КП Киргизии (1980—1986).
- Балбаков, Мурат Балбакович (1936—2016) — доктор экономических наук, член-корреспондент НАН Кыргызстана.